# المعتضد بالله الثاني
 أبو الفتح المعتضد بالله الثاني أبو بكر بن سليمان المستكفي بالله، كان خليفة عباسي في القاهرة سنة (1352 – 1362).